# Toshirō Suga
Pour les articles homonymes, voir Suga (homonymie).
 (septembre 2016).
Si vous disposez d'ouvrages ou d'articles de référence ou si vous connaissez des sites web de qualité traitant du thème abordé ici, merci de compléter l'article en donnant les références utiles à sa vérifiabilité et en les liant à la section « Notes et références ».
Toshirō Suga Shihan, né à Tokyo le 22 août 1950, est un enseignant japonais d'aïkido, 7e dan Aïkikaï Shihan.
Formé au Japon à l'Aïkikaï de Tokyo. Il intervient dans de nombreux stages en France et à l’étranger.

## Formation à l'aïkido

### Japon
Toshirō Suga pratique le judo vers l'âge de 15 ans dans le meilleur dojo de la police de Tokyo. À 17 ans, sur les conseils de son père, il commence la pratique de l'Aïkido le 16 février 1968 à l'Aikikai so Hombu dōjō de Tokyo. Il bénéficie pendant un an et demi des passages et des conseils quotidiens de Morihei Ueshiba durant le cours de 15h00 de maître Sadateru Arikawa connu pour sa pratique extrêmement martiale jusqu à 18 ans.(Quitter le Japon pour aller au université des beaux art Canadien.)

### France
Toshirō Suga arrive en France le 11 août 1971. Il rencontra alors maître Nobuyoshi Tamura dont il a suivi l'enseignement jusqu'à son décès.
Chargé d'enseignement national (CEN) à la FFAB, il possède le grade de 7e dan de l'Aïkikaï. Il transmet son enseignement tout au long de l'année  au cours de stages nationaux ainsi qu'aux quatre coins du monde.

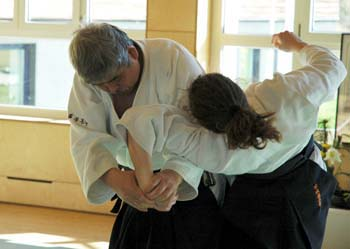
Photo de Toshirō Suga lors d'un stage en 2007

## Enseignement de l'aïkido

### Les clubs
- De 1983 à 1988 il enseigne à Rennes au Dojo St Helier
- De 1980 à 1985 il commence ses activités d'enseignant à Saint-Brieuc :
- De 1985 à 1989 il part au Canada où il entraîne les membres des forces armées en aïkido et au combat à la baïonnette.
- De 1989 à 2002 il enseigne l’aïkido dans un club Brestois qui continue à transmettre un enseignement de l'aïkido fortement marqué par son empreinte :
- Depuis 2002 : ASH Aïkido à Herblay] & Aïkido club Boisséen]
- De 2010 à 2012 : Kishinkan Dojo
- Depuis 2012 : Masamune Dojo
- Décembre 2012 : NBTS Guadeloupe[1]

### Vidéo
- Travail à main nues et techniques au Jo, Boken, Tanto.
- Démo d'Aïkido au Vendespace.

#### DVD techniques d'aïkido
- Vol.1 Ken, les racines de l'aïkido (2006)
- Vol.2 Jo, le pilier de l'aïkido (2007)
- Vol.3 Les Fondements de l'aïkido (2008)
- Vol.4 Les Fondements de l'aïkido en dynamique (2012)
- Vol.5 Aïkido : La maîtrise de soi - Ushiro waza (2013)

Ses DVD sont détaillés, avec des ralentis et des détails techniques expliqués.

### Articles et écrits
- En 2009, il écrit un article sur les ukemis ("chutes", en aïkido) qui est publié sur le blog  Tsubaki Journal[3]

- Fin 2012, il coécrit un article pour la FFAB avec l'aide de Guillaume Ducoeur[4]. Il parait dans le magazine fédéral bisannuel "Seseragi" d'Octobre 2013 : L'origine du travail des armes en Aïkido[5].

## Autres éléments biographiques
- Étudiant de l'école des beaux-arts de Paris dans les années 1970, il fit plusieurs expositions de peintures à Paris et à Tokyo. Il est membre à vie du « Salon »
- Il a joué dans quelques films. Son rôle le plus notable est celui de Chang dans le film Moonraker (Lewis Gilbert, 1979).

### Filmographie
En tant qu'acteur
- Moonraker, Lewis Gilbert, 1979 : Chang
- Tout dépend des filles, Pierre Fabre, 1980 : Takashi
- Le Bouffon (téléfilm), Guy Jorré, 1981 : le japonais
- Charlots Connection, Jean Couturier, 1984 :